# Новоозёрный (Красноярский край)
Новоозёрный — посёлок в Ермаковском районе Красноярского края. Входит в состав Ермаковского сельсовета.

## История
В 1976 году указом Президиума Верховного Совета РСФСР посёлок молочнотоварной фермы колхоза имени Ванеева переименован в Новоозёрный.

## Население
| 1989 | 2002 | 2010 |
| ---- | ---- | ---- |
| 261  | ↗371 | ↘305 |

## Улицы
- ул. Заречная,
- ул. Лесная,
- ул. Набережная,
- ул. Новая,
- ул. Центральная.